# Dominik Eggemann
Dominik Eggemann (* 4. März 1989 in Hildburghausen) ist ein deutscher Fußballspieler. Er spielt seit Januar 2013 für den 1. Suhler SV in der Thüringer Landesklasse Süd (siebthöchste Spielklasse).

## Karriere
Eggemann wechselte im Alter von 16 Jahren vom Erlauer SV zum FC Carl Zeiss Jena. Ab dem Ende der Saison 2007/08 wurde er in der zweiten Mannschaft eingesetzt. Außerdem hatte er einen Kurzeinsatz in der ersten Mannschaft beim 3:0-Sieg der Jenaer gegen die Stuttgarter Kickers am 22. September 2008. Im Sommer 2009 wechselte er in die Oberliga zum VfB Pößneck. Nach einem Jahr dort ging er für kurze Zeit zurück zum Erlauer SV. Daraufhin wechselte er in die Verbandsliga Sachsen-Anhalt zu Lok Stendal. Auch diesen Verein verließ er nach bereits einem Jahr und wechselte innerhalb der Liga zum Haldensleber SC. Aus privaten Gründen wurde der Vertrag beim späteren Landesmeister Sachsen-Anhalts im Januar 2013 aufgelöst. In seiner Heimat schloss er sich dem in der Landesklasse Thüringens spielenden 1. Suhler SV an.